# Aredale
Aredale es una ciudad situada en el condado de Butler, Estado de Iowa, Estados Unidos. Según el censo de 2000 tenía una población de 89 habitantes.

## Demografía
Según el censo de 2000, había 89 personas, 36 hogares y 23 familias residiendo en la localidad. La densidad de población era de 34,36 hab./km². Había 42 viviendas con una densidad media de 16,2 viviendas/km². El 98,88% de los habitantes eran Raza blancos y el 1,12% pertenecía a dos o más razas.
Según el censo, de los 36 hogares, en el 30,6% había menores de 18 años, el 50,0% pertenecía a parejas casadas, el 5,6% tenía a una mujer como cabeza de familia, y el 36,1% no eran familias. El 36,1% de los hogares estaba compuesto por un único individuo, y el 27,8% pertenecía a alguien mayor de 65 años viviendo solo. El tamaño promedio de los hogares era de 2,47 personas, y el de las familias de 3,09.
La población estaba distribuida en un 25,8% de habitantes menores de 18 años, un 11,2% entre 18 y 24 años, un 16,9% de 25 a 44, un 24,7% de 45 a 64, y un 21,3% de 65 años o mayores. La media de edad era 38 años. Por cada 100 mujeres había 117,1 hombres. Por cada 100 mujeres de 18 años o más, había 106,3 hombres.
Los ingresos medios por hogar en la localidad eran de 32.500 dólares ($), y los ingresos medios por familia eran 40.625 $. Los hombres tenían unos ingresos medios de 27.500 $ frente a los 18.750 $ para las mujeres. La renta per cápita para la ciudad era de 15.579 $. El 5,3% de la población estaba por debajo del umbral de pobreza. El 14,8% de los habitantes de 65 años o más vivían por debajo del umbral de pobreza.

## Geografía
Según la Oficina del Censo de los Estados Unidos, la localidad tiene un área total de 2,59 km², la totalidad de los cuales corresponden a tierra firme.